# 51.ª reunião de cúpula do G7
A 51.ª Cúpula dos Países Desenvolvidos (português brasileiro) ou 51.ª Cimeira dos Países Desenvolvidos (português europeu) (em inglês:  51st G7 Summit) ocorreu em junho de 2025 em Kananaskis, Alberta, Canadá.

## Líderes na cúpula
A cúpula de 2025 foi a primeira para o primeiro-ministro do Reino Unido Keir Starmer, do primeiro-ministro do Canadá Mark Carney e do primeiro-ministro do Japão Shigeru Ishiba. Também foi a primeira cúpula do presidente dos Estados Unidos Donald Trump desde a 45.ª cúpula do G7 em 2019.

### Participantes e representantes

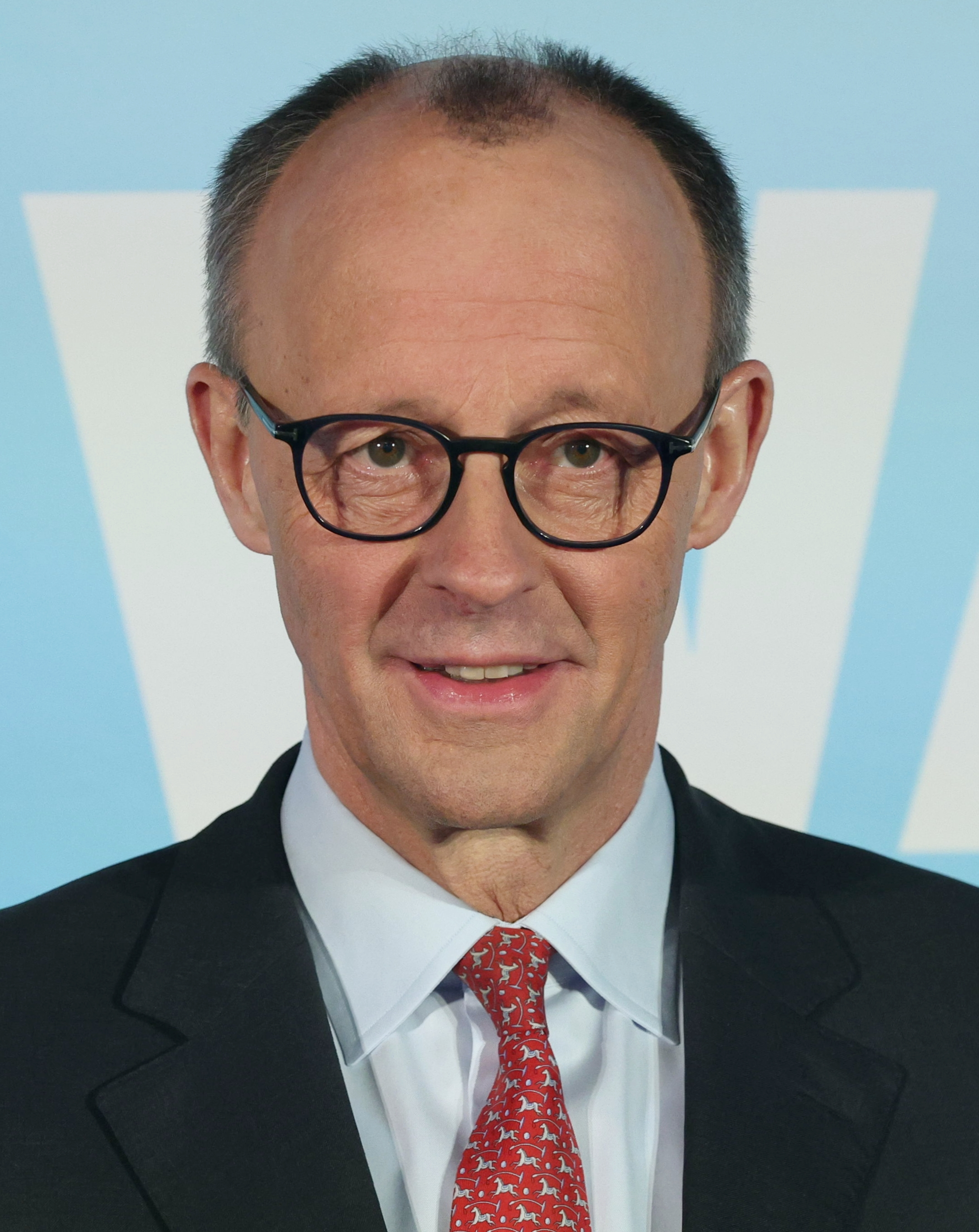
ALE Friedrich Merz, Chanceler
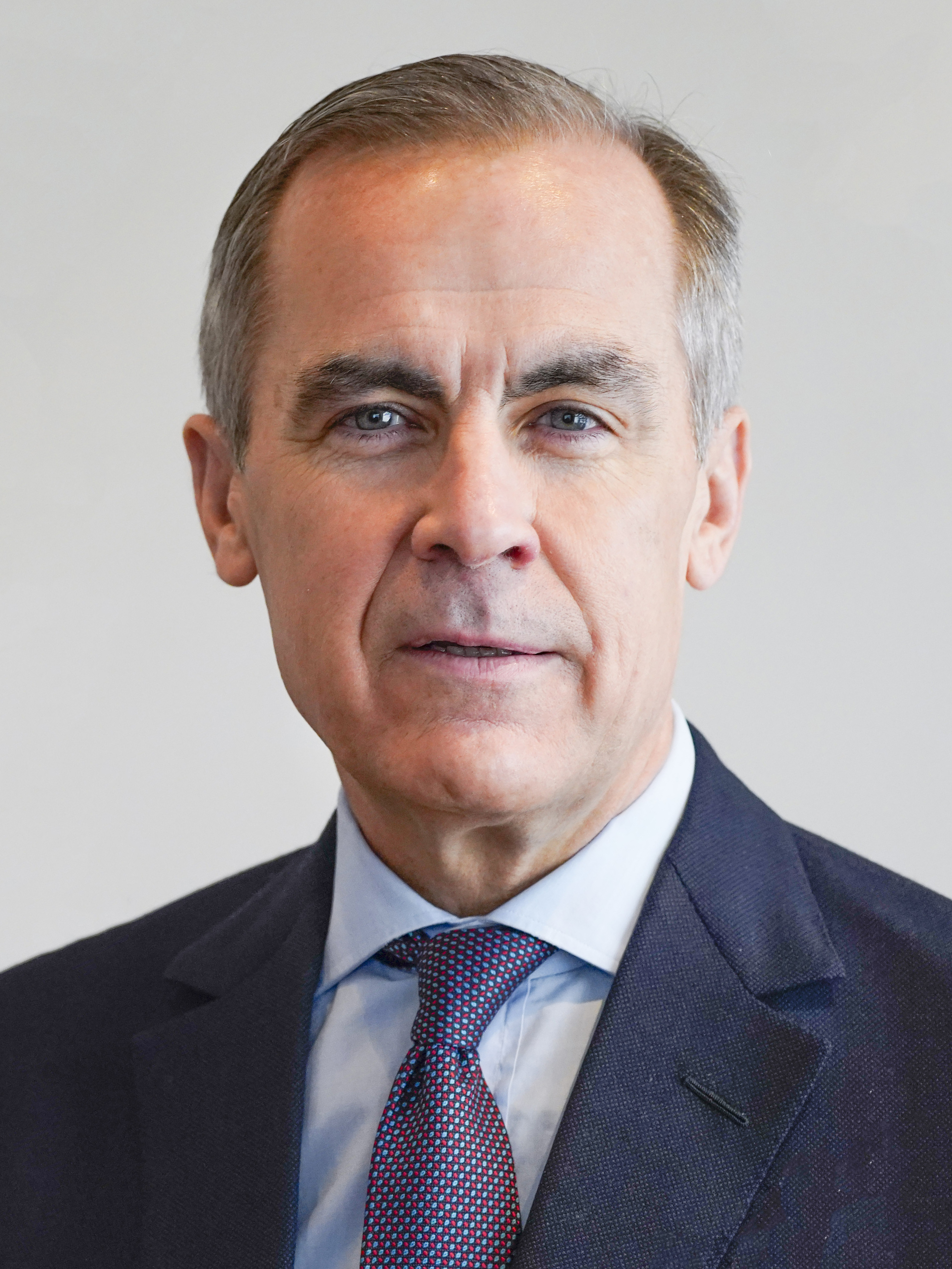
CAN Mark Carney, Primeiro-ministro
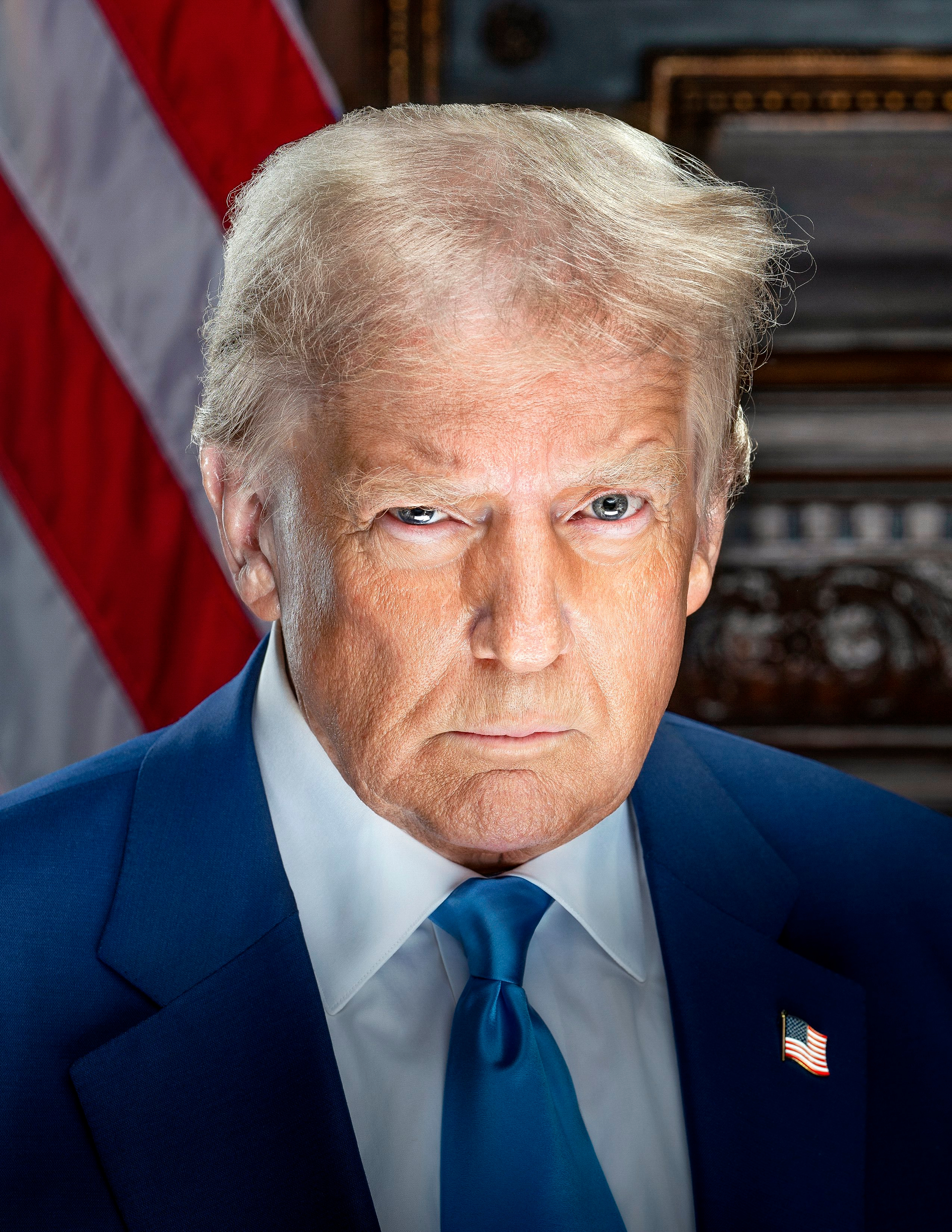
EUA Donald Trump, Presidente
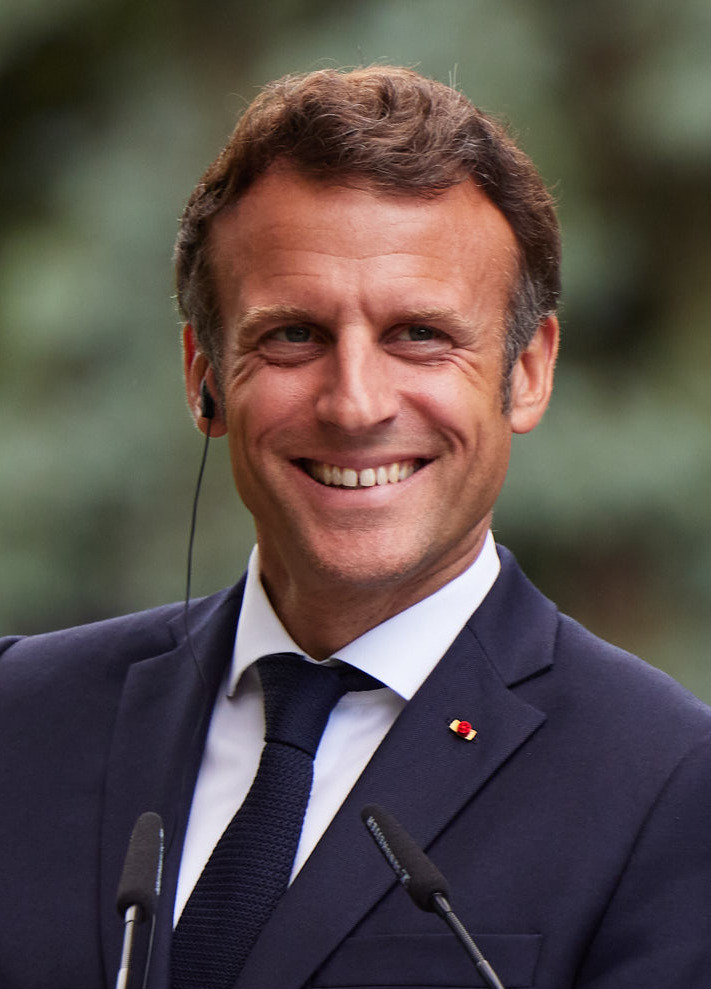
FRA Emmanuel Macron, Presidente
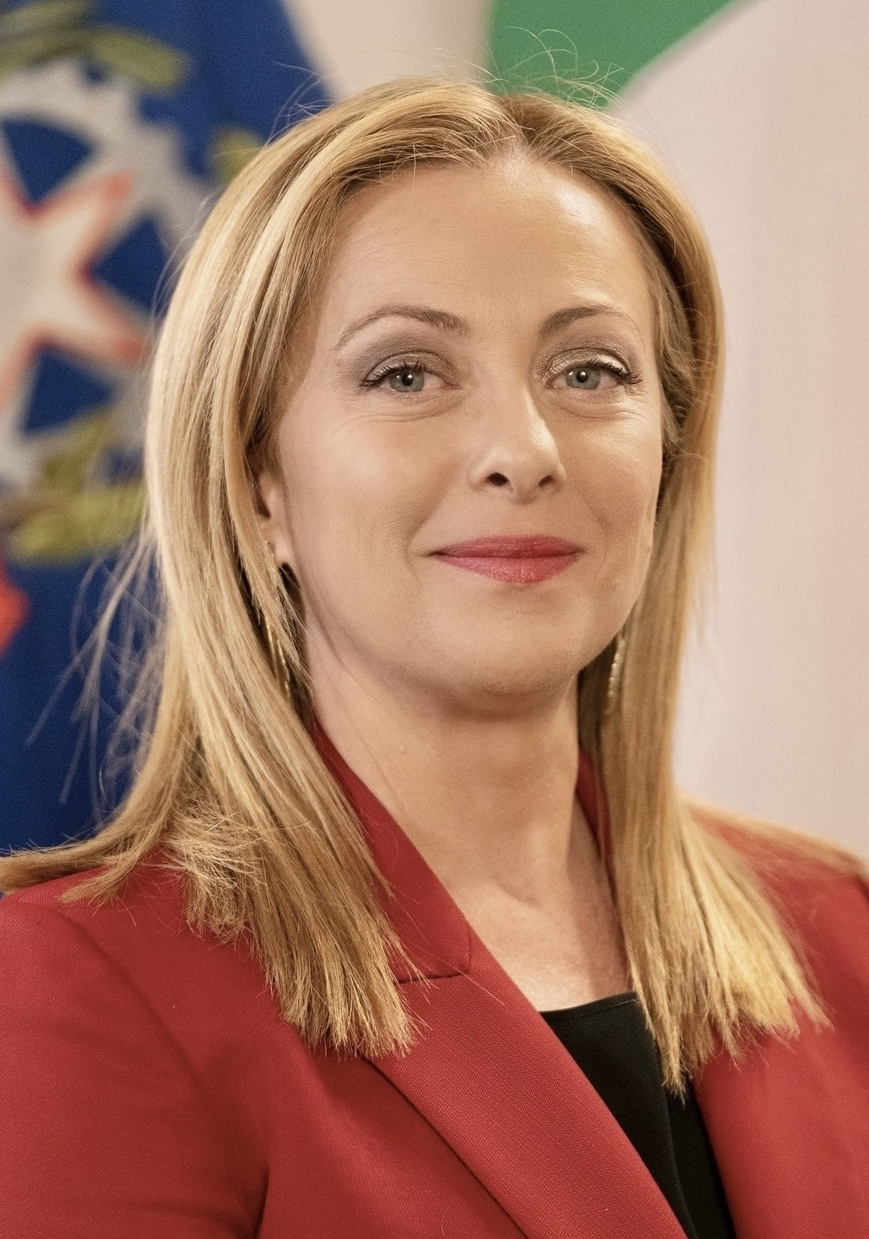
ITA Giorgia Meloni, Primeira-ministra
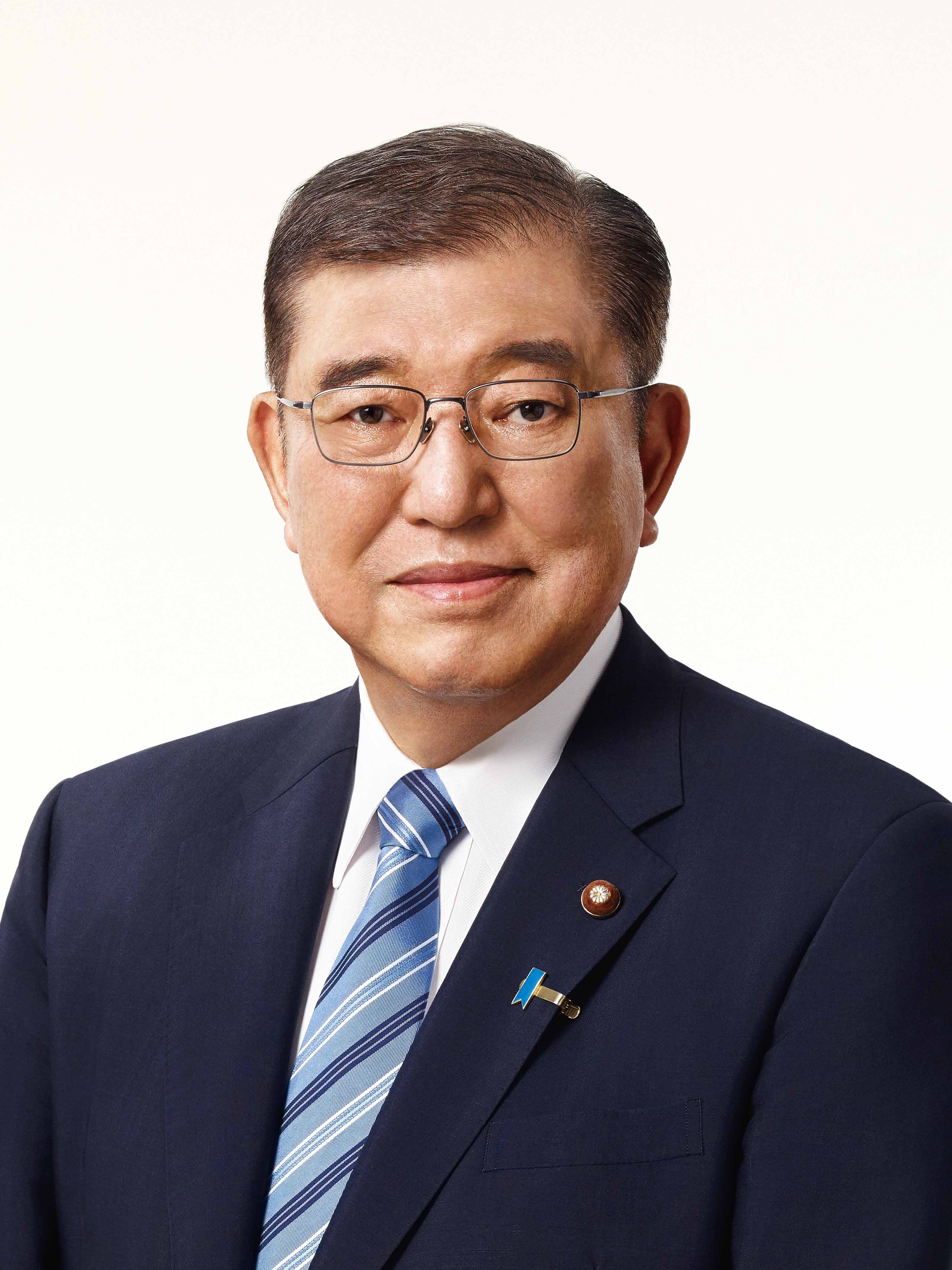
JPN Shigeru Ishiba, Primeiro-ministro
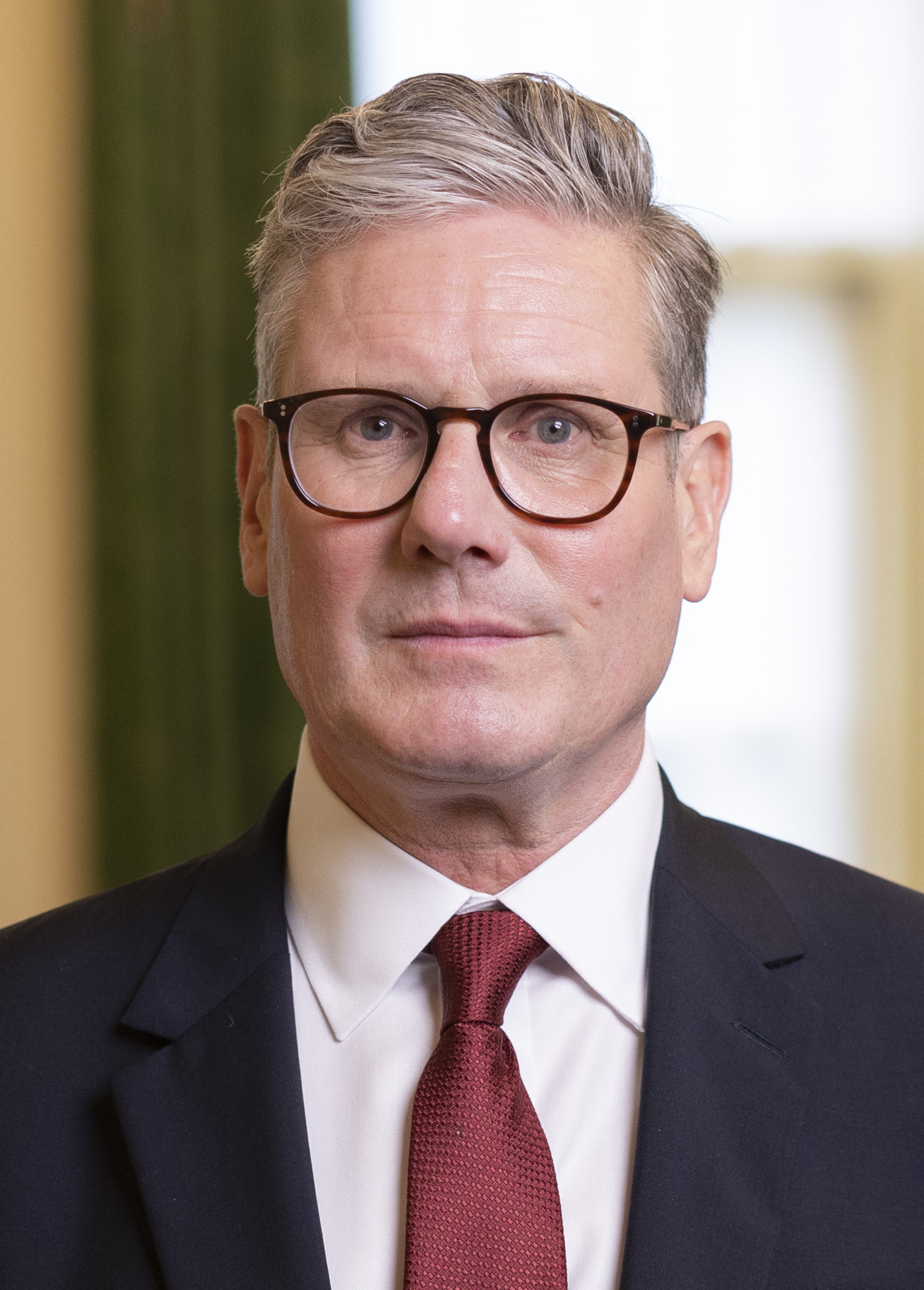
GBR Keir Starmer, Primeiro-ministro
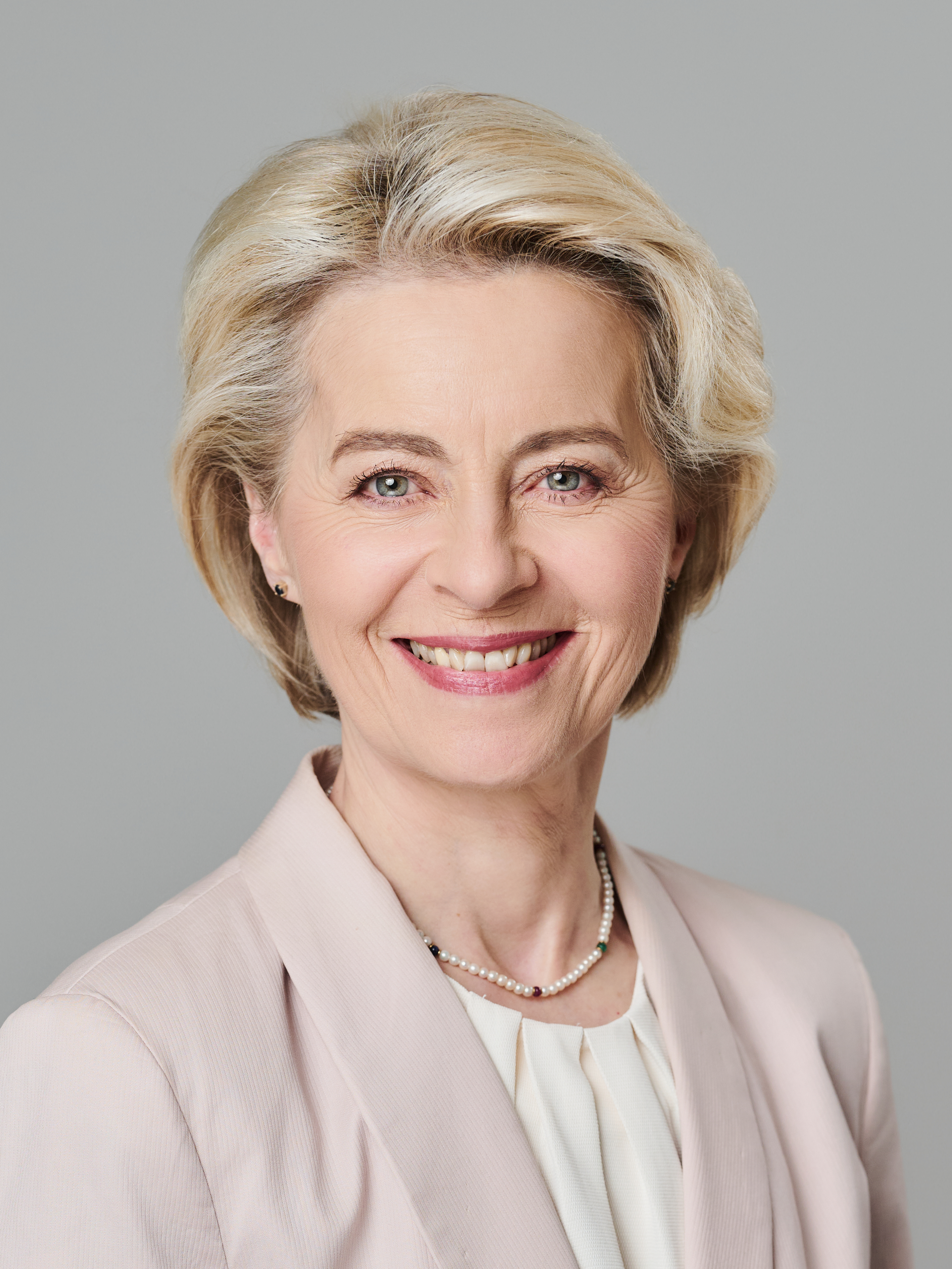
' Ursula von der Leyen, Presidente da Comissão
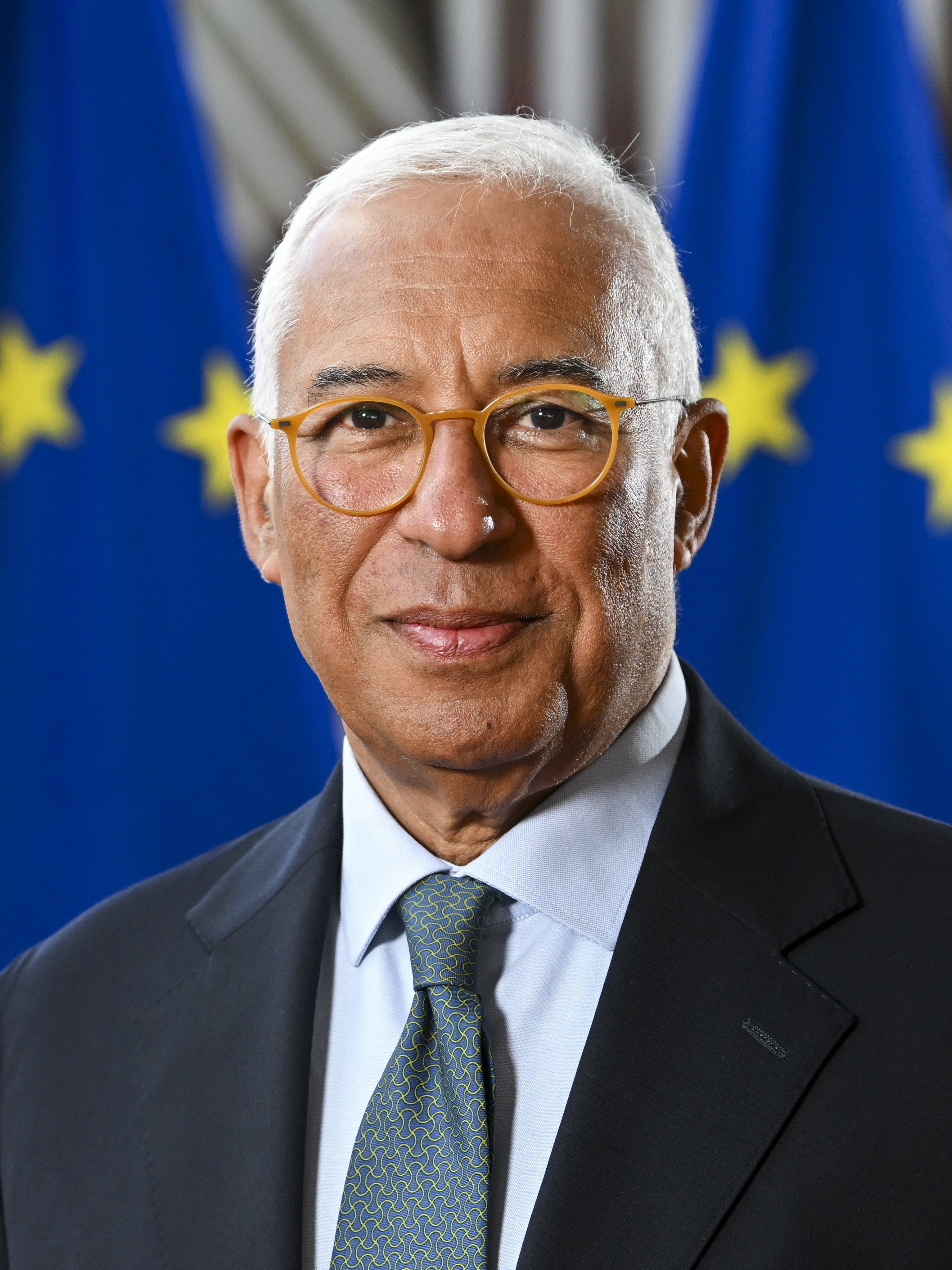
' António Costa, Presidente do Conselho

| Membro         | Representado por        | Título                 |
| -------------- | ----------------------- | ---------------------- |
| Alemanha       | Friedrich Merz          | Chanceler              |
| Canadá         | Mark Carney (anfitrião) | Primeiro-ministro      |
| Estados Unidos | Donald Trump            | Presidente             |
| França         | Emmanuel Macron         | Presidente             |
| Itália         | Giorgia Meloni          | Primeira-ministra      |
| Japão          | Shigeru Ishiba          | Primeiro-ministro      |
| Reino Unido    | Keir Starmer            | Primeiro-ministro      |
| União Europeia | Ursula von der Leyen    | Presidente da Comissão |
| União Europeia | António Costa           | Presidente do Conselho |

- Alemanha
Friedrich Merz,
Chanceler
- Canadá
Mark Carney,
Primeiro-ministro
- Estados Unidos
Donald Trump,
Presidente
- França
Emmanuel Macron,
Presidente
- Itália
 Giorgia Meloni, Primeira-ministra
- Japão
Shigeru Ishiba,
Primeiro-ministro
- Reino Unido
Keir Starmer,
Primeiro-ministro
- União Europeia
Ursula von der Leyen,
Presidente da Comissão
- União Europeia
António Costa,
Presidente do Conselho